# Марикостиново
Марикостиново је насељено место у општини Петрич у области Благоевград, Бугарска. Према попису из 2021. године било је 1.038 становника.
Према бугарском географу и историчару, Василу Канчову, у Марикостинову је 1900. године живело 500 Словена хришћана. Према предању село је настало на месту где су биле разнесене кости девојке Марије из села Марино Поље коју су убили Турци. Село су населили словенски досељеници из околине Струмице и Валовишта. После Балканских ратов насељене су словенске избеглице из Спатова и Кумлија код Сера и Рупела код Валовишта у грчкој Македонији.
Из Марикостинова је пореклом Димитар Бербатов, бивши бугарски фудбалер.